# کارونو پرتوزلا
کارونو پرتوزلا (به ایتالیایی: Caronno Pertusella) یک کومونه در ایتالیا است که در استان وارزه واقع شده‌است.

## خصوصیات
کارونو پرتوزلا ۸ کیلومترمربع مساحت و ۱۷٬۵۲۵ نفر جمعیت دارد.

## خواهرخوانده
شهر Mossano خواهرخواندهٔ کارونو پرتوزلا هست.